# Gabriel Josipovici
Gabriel David Josipovici (n. 8 octombrie 1940, Nisa, Franța) este un romancier, prozator, critic și teoretician literar și dramaturg britanic. El este în prezent profesor emerit, după ce a fost profesor la University of Sussex.

## Biografie
S-a născut la Nisa, Franța în 1940, din părinți evrei cu origini ruso-italiene și romano-levantine. În anii războiului a locuit într-un sat francez din Alpii împreună cu mama lui, Sachaa Rabinovitz. El a studiat timp de șase ani în Egipt la Victoria College din Cairo (1950-1956), apoi a emigrat cu mama lui în Anglia și a absolvit studiile preuniversitare la Cheltenham College din Gloucestershire. A urmat apoi studii de literatura engleză la St Edmund Hall din Oxford, absolvind în 1961. Gabriel Josipovici a predat la University of Sussex din Brighton din 1963 până în 1998 ca profesor cercetător la Școala de Științe Umaniste. El a fost anterior profesor de literatură comparată la Universitatea din Oxford. Josipovici a publicat peste o duzină de romane, trei volume de proză scurtă și câteva cărți de critică. Editura Carcanet Press i-a publicat opera literară începând cu romanul Contre Jour în 1984. Piesele sale de teatru au fost jucate pe scenele din Marea Britanie și la posturile de radio din Franța și Germania, iar scrierile lui au fost traduse în mai multe limbi europene și în limba arabă. În 2001 a publicat A Life, cartea de memorii a mamei lui, traducătoarea și poeta Sacha Rabinovitch. În 2007 Gabriel Josipovici a ținut o prelegere literară la Universitatea din Londra; prelegerea a fost intitulată „What ever happened to Modernism?” și a fost publicată ulterior de Yale University Press.
El este un colaborator frecvent la Times Literary Supplement.

## Opera

### Ficțiune
- The Inventory (1968)
- Mobius the Stripper: Stories and Short Plays (1974)
- The Present (1975)
- Four Stories (1977)
- Migrations (1977)
- The Echo Chamber (1979)
- The Air We Breathe (1981)
- Conversations in Another Room (1981)
- Contre Jour (Carcanet Press, 1984)
- In the Fertile Land (Carcanet Press, 1987)
- Steps: Selected Fiction and Drama (Carcanet Press, 1990)
- The Big Glass (Carcanet Press, 1991)
- In a Hotel Garden (1993)
- Moo Pak (Carcanet Press, 1996) (Hardback, 1994)
- Now (Carcanet Press, 1998)
- Goldberg: Variations (Carcanet Press, 2002)
- Only Joking (2005)
- Everything Passes (Carcanet Press, 2006)
- After and Making Mistakes (Carcanet Press, 2008)
- Heart's Wings (Carcanet Press, 2010)
- Infinity (Carcanet Press, 2012)
- Hotel Andromeda (Carcanet Press, 2014)

### Non-ficțiune
- The World and the Book (1971, 1979)
- The Lessons of Modernism (1977, 1987)
- Writing and the Body (1982)
- The Mirror of Criticism: Selected Reviews (1983)
- The Book of God: A Response to the Bible (1988, 1990)
- Text and Voice (Carcanet Press, 1992)
- Touch (Yale University Press, 1996)
- On Trust: Art and the Temptations of Suspicion (1999)
- A Life (2001). Memoriile mamei lui Josipovici.
- The singer on the Shore: essays 1991–2004 (Carcanet Press, 2006)
- What Ever Happened to Modernism? (Yale University Press, 2010)

## Legături externe
- Official website
- Gabriel Josipovici at The Literary Encyclopedia
- Interview with Gabriel Josipovici on CruelestMonth.com (February 2007)
- Minghella musical discovered, BBC Humberside.]
- Interview regarding What Ever Happened to Modernism? Arhivat în 27 iulie 2011, la Wayback Machine. at Berfrois
- An interview with Gabriel Josipovici on The Marketplace of Ideas